# 少年隊 (映像作品)
『少年隊』（しょうねんたい）は、少年隊がレコード・デビュー前に発売したビデオグラム。1984年5月21日にポニーから発売された。

## 解説
シブがき隊に続く期待のグループとして人気急上昇時、レコード・デビュー前に発売されたビデオ。
収録楽曲は、その前年に公開された主演映画『あいつとララバイ』の主題歌・挿入歌を含めたオリジナル楽曲で構成されており（「急げ!若者」・「踊り子」を除く）本作をきっかけに歌番組への出演が格段に多くなった。ジャニーズ事務所所属歌手によるビデオグラム・デビューはレコード・デビューまでの布石となっており、後に男闘呼組、KinKi Kids、A.B.C-Z等にも引き継がれている。
ビデオはVHSとベータの2種類で8,400円で販売（発売年19「84」年に掛けている）、この当時のビデオソフトとしては比較的割安な価格。初回生産分の3万本は、特典としてメンバーがプリントされた缶ケース入り。同時特典として、A1サイズ大型ポスターも進呈され、初回・通常盤ともにオリジナル・ステッカーが封入されていた。
1曲1曲がミュージック・ビデオのように、全て独立した映像作りとなっているため、「ビデオ版のアルバム」と言っても過言では無く、レコード・デビュー前の少年隊の楽曲を聞ける貴重なアイテムとなっている。
現在ビデオは廃盤となっている。のちに『少年隊 35th Anniversary BEST』〈完全受注生産限定盤〉特典DVD（DISC 6）で初DVD化された。

## 収録曲
特記以外編曲：石田勝範
※楽曲3・4,7・8の間に3人のトーク、CM（明治製菓）撮影やレコーディング等のバックステージの映像とともに収録されている。
1. あなたに今Good-by
  - 作詞：宮下智　作曲：新田一郎　編曲：新田一郎・馬飼野康二
  - タイトルは、通常の綴りである「Good-bye」ではなく、テレビでの披露時も含めて全て「Good-by」となっていた[要出典]。レコード・デビュー前の少年隊の代表曲であり、本曲で数々の歌番組、ザ・ベストテン、ザ・トップテンのランキング番組にも出演。本作に収録されているバージョンは女性コーラスが入っていないが、テレビ出演の際は女性コーラスが入っているバージョンで披露された。本作に収録されている振付と、テレビ出演した際の振付は、全く違うものとなっている。
  - 長らくCD未収録だったが、『少年隊 35th Anniversary BEST』〈通常盤〉でコーラス入りバージョンにて初めてCD音源化された。その際、本来の「Good-by」の表記が見過ごされ、通常の英語表記である「Good-bye」に誤植された。
2. 横浜ABC - 植草克秀
  - 作詞・作曲：宮下智
  - コーラスに錦織・東山も参加。CD未収録曲
3. 急げ!若者
  - 作詞：千家和也　作曲：都倉俊一
  - フォーリーブスの楽曲のカバー。本曲でテレビ番組に出演の際は、ビデオ同様ウェストサイドストーリーをモチーフにした演出で披露された。
  - CD未収録曲
4. あいつとララバイ
  - 作詞・作曲：宮下智
  - 初の主演映画「あいつとララバイ」主題歌。本作収録バージョンは、映画のシーン（セリフ）が収録されている。
  - もともとNHK「レッツゴーヤング」で、曲名『お前のララバイ』で歌われていたが、映画公開時に主題歌に選ばれ、タイトルも変更された。長らくCD未収録だったが、『少年隊 35th Anniversary BEST』〈通常盤〉（2020年12月12日発売）で初CD化された。
5. 恋は素早く
  - 作詞、作曲：宮下智　編曲：石田勝範
  - 東山メインボーカル曲。歌の一部で錦織、植草が参加。CD未収録曲
6. トワイライト・フィーリング
  - 作詞：SHOW　作曲：佐藤健　編曲：石田勝範
  - 長らくCD未収録だったが、『少年隊 35th Anniversary BEST』〈通常盤〉（2020年12月12日発売）で初CD化された。ただしCD化された音源はビデオとはボーカルテイクが一部異なる。
7. インストゥルメンタル
  - 作曲：石田勝範
  - 日本音楽著作権協会のデータベースでは、副題として「レッスン風景」で登録されている。CD未収録曲
8. 踊り子
  - 作詞：阿久悠、作曲：井上忠夫
  - フォーリーブスの楽曲のカバー。本作発売時から歌われており、ライブバージョンで収録。映像は「たのきん3球コンサート」のゲスト出演時と、NHK「レッツゴーヤング」出演時のものが使用されている。
9. 危険な恋のムーンライト - 錦織一清
  - 作詞：小林和子　作曲：佐藤健
  - 錦織完全ソロ楽曲。CD未収録曲
10. インストゥルメンタル
  - 作曲：石田勝範
  - CD未収録曲
11. Remember - 錦織一清
  - 作詞、作曲：宮下智
  - ビデオのエンディングを飾るバラード。CD未収録曲